# Samora Smallwood
Samora Smallwood (Saint John's, 5 dicembre ...) è un'attrice canadese.
È nota principalmente per i ruoli di: Amin nella serie televisiva di fantascienza Star Trek: Discovery (2019);  Maddi Brewer nella serie televisiva The Kings of Napa (2022); Monica Hill nella serie televisiva The Way Home (2023-2024). Nel 2022 ha vinto un Canadian Screen Awards in qualità di miglior attrice protagonista di un film per la televisione per L'incubo di Lila.

## Biografia
Samora Smallwood è nata a Saint John's, sull'isola di Terranova e capitale dello stato di Terranova e Labrador, il 5 dicembre. Frequenta L'Università di Windsor, ottenendo un Bachelor of Fine Arts. È nipote di Joey Smallwood, politico canadese Primo Ministro di Terranova, chiamato "Padre della Confederazione".
Recita in numerosi cortometraggi, a partire dal suo esordio cinematografico del 2010 rappresentato dal film Beneath Perception diretto da Anthony Paolillo. Suo primo lungometraggio è invece Club Utopia del 2013, diretto da Frank A. Caruso. Ma al cinema, a pochi titoli come Berkshire County (2014) e I Wish You Love (2015), rimane per lo più confinata ai corti. La sua carriera si sviluppa maggiormente invece in ambito televisivo, dove appare in ruoli minori in diverse serie canadesi e statunitensi, tra le quali Suits (2017), Designated Survivor (2017), The Expanse (2018), Shadowhunters: The Mortal Instruments (2018), Frankie Drake Mysteries (2018), Hudson & Rex (2019), American Gods (2019).
Nel 2019 è nel cast di Star Trek: Discovery, sesta serie televisiva live action del franchise di fantascienza Star Trek, creato da Gene Roddenberry negli anni sessanta, e prima del cosiddetto Expanded Universe, creato dallo showrunner Alex Kurtzman. Nella serie interpreta il personaggio della tenente Amin, ufficiale di plancia della Flotta Stellare in servizio sulla USS Enterprise NCC-1701 nel 2258 sotto il comando del capitano Christopher Pike (Anson Mount). L'attrice prende parte al doppio episodio Un dolore così dolce (Such Sweet Sorrow), prima e seconda parte, riprendendo il personaggio anche nell'episodio Q&A (2019) della seconda stagione della serie antologica Star Trek: Short Treks. Nel 2259 il tenente Amin viene sostituita nel ruolo di navigatrice dal tenente Jenna Mitchell (Rong Fu), pertanto Samora Smallwood non compare nella serie televisiva, spin-off di Star Trek: Discovery, Star Trek: Strange New Worlds, che narra le avventure della USS Enterprise, durante la seconda missione quinquennale del capitano Christopher Pike.
In seguito ha ancora ruoli da guest star in altre serie televisive, tra le quali Coroner (2019-2021) e I misteri di Murdoch (2021). Tra 2019 e 2022 ricopre il ruolo ricorrente della costumista Jenn, i quattro episodi della prima e seconda stagione della serie televisiva Tokens, che vede come protagoniste Connie Wang e Shelley Thompson. In questi anni è anche nei film per la televisione: Daughter Dearest (2020); Le vacanze di Natale (A Christmas Break, 2020); L'incubo di Lila (Death She Wrote, 2021), al fianco di Emmanuel Kabongo e Aldrin Bundoc, interpretazione che le permetterà di vincere un Canadian Screen Awards come miglior attrice; Il Natale di Angel Falls (Angel Falls Christmas, 2021), diretto da Jerry Ciccoritti.  Nel 2021 presta inoltre la voce al videogioco Far Cry 6, che vede come protagonista l'attore Giancarlo Esposito (il celebre Gus Fring di Breaking Bad). Sempre nel 2021 ricopre un altro ruolo ricorrente, quello della dottoressa Monica McBride nella settima stagione della serie televisiva fantasy di Hallmark Channel, con protagoniste Katherine Barrell e Bailee Madison, Good Witch. Sempre nello stesso anno interpreta anche il personaggio di Maddi Brewer, in quattro episodi della prima stagione della soap opera di Oprah Winfrey Network, The Kings of Napa che racconta le vicissitudini della famiglia King e della sua azienda vinicola. Dal 2023 è tra i protagonisti, nel ruolo di Monica Hill, della serie televisiva The Way Home, che racconta la storia di tre generazioni di donne indipendenti che vivono nella piccola cittadina agricola di Port Haven. Lo stesso anno è di nuovo in cabina di doppiaggio per prestare la voce nel videogioco Avatar: Frontiers of Pandora. Nel 2024 Samora Smallwood è co-protagonista della miniserie televisiva di Apple TV+, The Big Cigar e successivamente entra a far parte del cast della serie televisiva drammatica di Bell Fibe TV, Disrepair.

## Vita privata
Samora Smallwood parla fluentemente in inglese, francese e spagnolo. È inoltre un'attivista, che si dichiara una cool feminist, sostenendo i diritti delle donne, delle persone di colore e della comunità LGBTQ+. A tale scopo collabora con l'ACTRA di Toronto come co-presidente del Diversity & Inclusion Committee, ha inoltre tenuto conferenze al TIFF, al Black Film Festival e al Forest City Film Festival, parlando anche all'evento ufficiale della Giornata Internazionale della Donna di Women in Business, oltre a essere intervenuta in televisione, podcast ed eventi. Samora Smallwood è inoltre fondatrice di The Actors Work Studio, una compagna con base a Toronto che ha il proposito di concedere a tutti gli attori un'opportunità per fare successo nel proprio campo.

## Filmografia

### Attrice

#### Cinema
- Beneath Perception, regia di Anthony Paolillo - cortometraggio (2010)
- On a Break?, regia di Gillian Semple - cortometraggio (2011)
- Club Utopia, regia di Frank A. Caruso (2013)
- Exigent, regia di Bryan Edwards - cortometraggio (2013)
- Berkshire County, regia di Audrey Cummings (2014)
- I Wish You Love, regia di Svetlana Koseniv (2015)
- Buddy, regia di Robert Ifedi - cortometraggio (2016)
- The Old Proverbs, regia di Shailene Garnett - cortometraggio (2018)
- Desperate Church Wives, the short, regia di Cathleen MacDonald - cortometraggio (2019)
- Overcover, regia di Samy Osman - cortometraggio (2019)
- The Burglar, regia di Xander Copp - cortometraggio (2019)
- Queen of the Morning Calm, regia di Gloria Kim (2019)
- Check Date, regia di Xavi de Guzman - cortometraggio (2022)
- Best Served, regia di Svjetlana Jaklenec - cortometraggio (2023)
- Sidewinder, regia di Samora Smallwood e Avaah Blackwell - cortometraggio (2023)
- Safron, regia di Vanessa Magic - cortometraggio (2023)
- Sara, regia di Jessica Hinkson - cortometraggio (2023)
- Just A Friend, regia di Courtney Deelen - cortometraggio (2023)
- Fire + Powder, regia di Mike Gallant - cortometraggio (2024)

#### Televisione
- Karma's a B*tch! - serie TV, episodio 1x05 (2013)
- Murder in Paradise - serie TV, episodio 1x06 (2013)
- Teenagers - serie TV, episodi 1x03-1x06 (2014)
- Suits - serie TV, episodio 7x08 (2017)
- Designated Survivor - serie TV, episodio 2x06 (2017)
- The Shelter - serie TV, 4 episodi (2018)
- The Expanse - serie TV, episodi 3x01-3x02 (2018)
- Shadowhunters: The Mortal Instruments - serie TV, episodio 3x10 (2018)
- Frankie Drake Mysteries - serie TV, episodio 2x05 (2018)
- Hudson & Rex - serie TV, episodio 1x02 (2019)
- Star Trek: Discovery - serie TV, episodi 2x13-2x14 (2019)
- American Gods - serie TV, episodio 2x08 (2019)
- Star Trek: Short Treks - serie TV, episodio 2x01 (2019)
- Coroner - serie TV, episodi 1x05-3x03 (2019-2021)
- Tokens - serie TV, 4 episodi (2019-2022)
- Daughter Dearest, regia di Michelle Ouellet - film TV (2020)
- Le vacanze di Natale (A Christmas Break), regia di Graeme Campbell - film TV (2020)
- L'incubo di Lila (Death She Wrote), regia di Sharon Lewis - film TV (2021)
- Good Witch - serie TV, 4 episodi (2021)
- I misteri di Murdoch (Murdoch Mysteries) - serie TV, episodio 15x05 (2021)
- Il Natale di Angel Falls (Angel Falls Christmas), regia di Jerry Ciccoritti - film TV (2021)
- The Kings of Napa - serie TV, 4 episodi (2022)
- Circuit Breaker - serie TV, 1 episodio (2022)
- The Way Home - serie TV, 14 episodi (2023-2024)
- The Big Car, regia di Don Cheadle, Tiffany Johnson e Damon Thomas - miniserie TV, puntate 1-2 (2024)

### Doppiatrice

#### Cinema
- Trader, regia di Corey Stanton (2022)

#### Videogiochi
- Far Cry 6, regia di Ben Bauer, Omar Bouali, Kama Dunsmore, Benjamin Hall, Mischa Hrziwnatzki, Ji Wen Jing, Karri Kiviluoma, Anthony Kwan, Alexandre Letendre, Catherine Tirran e Grant Harvey (2021)
- Avatar: Frontiers of Pandora, regia di Peter Gornstein, Michael Mazzuca e Annie Reid (2023)

### Produttrice
- Chrysalis, regia di Robert Ifedi e Samora Smallwood - cortometraggio (2017)
- Sidewinder, regia di Avaah Blackwell e Samora Smallwood - cortometragio (2023)
- Safron, regia di Vanessa Magic - cortometraggio (2023)

### Regista
- Chrysalis, co-diretto con Robert Ifedi - cortometraggio (2017)
- Sidewinder, co-diretto con Avaah Blackwell - cortometragio (2023)

### Sceneggiatrice
- Buddy, regia di Robert Ifedi - cortometraggio (2016)
- Chrysalis, regia di Robert Ifedi e Samora Smallwood - cortometraggio (2017)
- Sidewinder, regia di Avaah Blackwell e Samora Smallwood - cortometragio (2023)
- Safron, regia di Vanessa Magic - cortometraggio (2023)

## Doppiatrici italiane
Nelle versioni in italiano delle opere in cui ha recitato, Samora Smallwood è stata doppiata da:
- Emilia Costa in Hudson & Rex, L’incubo di Lila

## Riconoscimenti
- ACTRA Awards
  - 2023 - Candidatura al miglior cast scelto dalla giuria per Tokens
- Canadian Screen Awards
  - 2022 - Miglior attrice protagonista di un film per la televisione per L'incubo di Lila[1]